# Tuatha Dé Danann
Tuatha Dé Danann (irsky: Lid bohyně Dany), zkráceně Danaové, je rod pohledných světlovlasých keltských bohů, kteří podle mýtů kdysi vládli v Irsku. Představují bytosti z šerého dávnověku ovládající magii – „plemeno vědění“, „pánové světla“. V Irsku se zjevili v den svátku Beltine (na 1. máje) v severozápadním Connachtu.
Podle staršího mýtu se tam se dostali na křídlech větru, ukryti pod příkrovem magické mlhy, aby je neviděli obyvatelé ostrova, kteří Irsko osídlili před nimi (Firbolgové a Fomóirové). Podle jiné verze legendy přiletěli na temných mracích, nebo připluli po moři a poté na pobřeží spálili své lodě, aby se už nikdy nemohli vrátit zpět („temné mraky“ pak vytvořil hustý dým, stoupající z pálených lodí).
Místo, odkud pod vedením krále Nuady přišli, mělo ležet kdesi na severu, a proslulo svými čtyřmi městy na čtyřech ostrovech, ve kterých se Lid bohyně Dany učil od čtyřech mocných druidů vědění a magickým dovednostem a odkud si přinesli „Čtyři poklady Irska“.

## Čtyři města Tuatha Dé Danann
- Falias, velké město, odkud Danaové přinesli Lia Fáil, „Kámen osudu“, který vykřikl, když se jej dotknul právoplatný král.
- Gorias, zářivé město, odkud pocházel „Meč světla“, se kterým bojoval král Nuada.
- Finias, kde sídlil plavovlasý druid a básník Arias, a odkud pocházelo „Kopí vítězství“, známé též jako Lughovo kopí.
- Murias, který ležel nejjižněji a kde sídlil druid Senias. Danaové si odsud přinesli „Bezedný kotel“, od kterého nikdy nikdo neodešel neuspokojen (známý také jako Dagdův kotel).

## Boj o Irsko
První bitva
Před Lidem bohyně Dany Irsko osídlil lid Firbolgů. Danaové s nimi nějakou dobu vyjednávali a požadovali po nich polovinu Irska, ale Firbolgové jim odmítli kus Irska vydat, a proto se ji Danaové rozhodli dobýt bojem. Střetli se spolu o letním slunovratu v první bitvě na Magh Tuireadh. Danaové v bitvě zvítězili, i když byli méně početní. Zmocnili se Irska a přeživším Firbolgům nabídli, ať si vyberou jednu z pěti irských provincií a žijí tam v míru. Firbolgové si vybrali Connacht.
Bresova vláda
Přestože Danaové první bitvu o Irsko vyhráli, jejich král Nuada v ní přišel o ruku. Protože podle zákonů Lidu Dany nesměl být králem nikdo, kdo by nebyl tělesně dokonalý, musel být Nuada zbaven svého královského úřadu. Na jeho místo nastoupil Bres, který byl nejkrásnější z mladých mužů, třebaže byl Danaem jen napůl. Jeho vláda znamenala pro lid utrpení, protože na něj uvalil tvrdé daně a zároveň nezabránil Fomóirům, dalším z místních původních obyvatel, aby od Danaů vybírali svoje vlastní vysoké daně. Mimo to Bres proslul svou nepohostinností a lakotou. Tou urazil i barda Corpreho, když ho při jeho návštěvě řádně nenakrmil a na noc ho ubytoval v chladné temné místnosti. Corpre o tomto zacházení druhého dne složil posměšnou báseň, která podle jedné verze mýtu Brese rozčílila natolik, že mu na tvářích vyskákaly jakési skvrny (či nežity) a musel být pro tuto svou nedokonalost okamžitě sesazen. Pro tento incident je Corpre označován jako tvůrce první irské satiry.
Nuada se znovu vrátil na trůn tehdy, když znovu získal ruku. Tu mu měl nejprve vyrobit léčitel Dian Cécht ze stříbra (byl proto Nuada zván „Stříbroruký“), ale Dian Céchtův syn Miach, který byl zručnějším léčitelem, dokázal Nuadovi vytvořit ruku z masa a kostí. Dian Cécht tím byl tak rozčilen, že svého syna zabil. Nuada byl ale znovu tělesně dokonalý a mohl se opět stát králem.
Sesazený Bres se potom přidal k Fomóirům, protože se od své matky Eri dozvěděl, že jeho otec byl jedním z Fomóirů.
Druhá bitva
Fomóirové Lid bohyně Dany stále více utiskovali, a ti se nakonec pod vedením Lugha vzbouřili a ve druhé bitvě na Magh Tuireadh Fomóiry definitivně porazili a zahnali je do moře, odkud Fomóirové přišli. Danaové pak vládli Irsku až do příchodu smrtelných Milesianů, kteří je porazili. Lid bohyně Dany se pak uchýlil do zásvětí. Branou mezi těmito světy jsou dle keltských mýtů sídhe (vílí kopce).